# Lavignac
Lavignac ist eine Gemeinde im Zentralmassiv in Frankreich. Sie gehört zur Region Nouvelle-Aquitaine, zum Département Haute-Vienne, zum Arrondissement Limoges und zum Kanton Saint-Yrieix-la-Perche. Sie grenzt im Norden an Saint-Martin-le-Vieux, im Nordosten an Burgnac, im Südosten an Meilhac und im Südwesten und im Westen an Flavignac.

## Bevölkerungsentwicklung
| Jahr      | 1962 | 1968 | 1975 | 1982 | 1990 | 1999 | 2008 | 2013 |
| --------- | ---- | ---- | ---- | ---- | ---- | ---- | ---- | ---- |
| Einwohner | 177  | 122  | 120  | 109  | 133  | 133  | 144  | 149  |

## Sehenswürdigkeiten
- Kirche, erbaut im 15. und erneuert im 19. Jahrhundert